# Болінтін-Дял (комуна)
Болінтін-Дял (рум. Bolintin-Deal) — комуна у повіті Джурджу в Румунії. До складу комуни входять такі села (дані про населення за 2002 рік):
- Болінтін-Дял (4157 осіб)
- Міхай-Воде (2078 осіб)

Комуна розташована на відстані 21 км на захід від Бухареста, 62 км на північ від Джурджу, 134 км на південь від Брашова.

## Населення
За даними перепису населення 2002 року у комуні проживали 6235 осіб.
Національний склад населення комуни:
| Національність | Кількість осіб | Відсоток |
| -------------- | -------------- | -------- |
| румуни         | 6168           | 98,9%    |
| цигани         | 59             | 0,9%     |
| угорці         | 3              | < 0,1%   |
| німці          | 2              | < 0,1%   |
| серби          | 1              | < 0,1%   |
| італійці       | 1              | < 0,1%   |

Рідною мовою назвали:
| Мова       | Кількість осіб | Відсоток |
| ---------- | -------------- | -------- |
| румунська  | 6225           | 99,8%    |
| угорська   | 3              | < 0,1%   |
| циганська  | 3              | < 0,1%   |
| російська  | 2              | < 0,1%   |
| німецька   | 1              | < 0,1%   |
| італійська | 1              | < 0,1%   |

Склад населення комуни за віросповіданням:
| Релігія        | Кількість осіб | Відсоток |
| -------------- | -------------- | -------- |
| православні    | 6181           | 99,1%    |
| баптисти       | 24             | 0,4%     |
| бретрени       | 17             | 0,3%     |
| римо-католики  | 5              | 0,1%     |
| адвентисти     | 4              | 0,1%     |
| реформати      | 1              | < 0,1%   |
| п'ятдесятники  | 1              | < 0,1%   |
| греко-католики | 1              | < 0,1%   |
| лютерани       | 1              | < 0,1%   |